# Phyllachora leptoderridis
Phyllachora leptoderridis är en svampart som beskrevs av Deighton 1952. Phyllachora leptoderridis ingår i släktet Phyllachora och familjen Phyllachoraceae.   Inga underarter finns listade i Catalogue of Life.